# Turn the Lights On
„Turn the Lights On“ je píseň velšského hudebníka a hudebního skladatele Johna Calea. Poprvé vyšla v srpnu 2005 jako první singl z alba Black Acetate, které následně vyšlo v září téhož roku. Singl vyšel pouze v digitální formě, nikoliv však na CD ani na vinylové desce. Hudbu i text k písni složil Cale a produkoval ji Cale spolu s Herbem Grahamem.
V původní studiové verzi písně hraje vedle Calea (zpěv, kytara, klávesy) a Grahama (baskytara, bicí, perkuse) hraje ještě Dave Levita (kytara).